# Idaeovirus
Genre
Espèces de rang inférieur
- espèce-type : Raspberry bushy dwarf virus

Idaeovirus est un genre de virus de la famille des Mayoviridae, qui comprend deux espèces acceptées par l'ICTV. Ce sont des virus à ARN à simple brin à polarité positive, à génome tripartite, classés dans le groupe IV de la classification Baltimore. Ces virus infectent les plantes (phytovirus). Aucun vecteur ne semble impliqué dans la transmission des virus.

## Étymologie
Le nom générique, « Idaeovirus », est dérivé du nom scientifique du framboisier,  Rubus idaeus,  plante-hôte sur laquelle a été isolée pour la première fois  l'espèce-type du genre, Raspberry bushy dwarf virus.

## Structure
Les virions sont des particules non-enveloppées de forme parasphérique, à symétrie icosaédrique (T=3), mais légèrement aplaties, d'environ 33 nm de diamètre. Les trois composants du génome, 2 ARN génomiques et 1 sous-génomique (ARNsg) sont répartis dans des particules séparées.
Le génome, segmenté, tripartite, est constitué de molécules d'ARN à simple brin de polarité positive, linéaire, dont la taille est respectivement de 5,4 kb (ARN1), 2,2 kb (ARN2) et 1 kb (ARNsg3). L'extrémité 3'  des différents ARN peut former une structure tige-boucle et n'est polyadénylée.

## Liste des espèces
Selon NCBI (21 janvier 2021) :
- Privet idaeovirus  (PrLBaV)
- Raspberry bushy dwarf virus (RBDV)
- non-classés 
  - Birch idaeovirus
  - Black currant leaf chlorosis associated virus
  - Camellia yellow ringspot virus
  - Citrus idaeovirus
  - Green Sichuan pepper idaeovirus
  - Zhuye pepper idaeovirus